# Top Rank Records
Rank Records was een Britse platenmaatschappij, in 1959 opgericht door de Rank Organisation, het entertainment-conglomeraat van J. Arthur Rank dat zich bezighield met film en de productie van radio's, tv's en ook fotokopieermachines (Rank Xerox). Het label van de onderneming heette 'Top Rank', maar het had ook een sublabel waarop jazz uitkwam, 'Jaro Records'. Op het label kwam onder meer jazz en klassieke muziek uit. Ook kwam het met muziek van kleinere Amerikaanse platenlabels, zoals doo-wop en rock-'n-roll. In 1960 ging het failliet en kwam het in handen van EMI, die het kort daarop verving door Stateside Records.
Op 'Top Rank' kwamen platen uit van onder meer Glenn Miller Orchestra, Jack Teagarden, Paul Whiteman, Woody Herman, Dinah Washington, Herbie Mann, Jerry Butler, Shirley Temple,  Al Martino, Chubby Checker, The Deltones, The Flamingos, The Fleetwoods, The Ventures, The Safaris, Bobby Rydell, het orkest van Johnny Dankworth en Bert Weedon.
Op 'Jaro Records' werd muziek uitgebracht van onder meer Babs Gonzalez, Cootie Williams en Wini Brown, Georgie Auld en Kenny Dorham.